# Bulbophyllum trachyglossum
Bulbophyllum trachyglossum là một loài phong lan thuộc chi Bulbophyllum.